# Мецинген (Штутгарт)
Мецинген (њем. Mötzingen) општина је у њемачкој савезној држави Баден-Виртемберг. Једно је од 25 општинских средишта округа Беблинген. Према процјени из 2010. у општини је живјело 3.704 становника. Посједује регионалну шифру (AGS) 8115034.

## Географски и демографски подаци
Мецинген се налази у савезној држави Баден-Виртемберг у округу Беблинген. Општина се налази на надморској висини од 533 метра. Површина општине износи 8,2 km². У самом мјесту је, према процјени из 2010. године, живјело 3.704 становника. Просјечна густина становништва износи 454 становника/km².